# Martinez (cocktail)
Pour les articles homonymes, voir Martinez.
Le Martinez est un cocktail à base de gin et de vermouth. Depuis 2020, il est inclus dans la liste des cocktails officiellement reconnus par l'IBA. Il est considéré comme le précurseur du Dry Martini.

## Histoire
L'origine de cette boisson est incertaine, elle est attribuée au barman californien Julio Richelieu, qui l'aurait préparée pour la première fois dans un bar de Martinez pour la servir à un mineur. D'autres sources attribuent la paternité du cocktail à Jerry Thomas, considéré comme le barman le plus célèbre de l'histoire.

## Préparation
Le cocktail se prépare en versant les ingrédients dans un shaker avec de la glace, en remuant doucement. Il faut ensuite filtrer avec une passoire dans un verre à cocktail préalablement refroidi, et décorer avec un zeste de citron. 